# 潘翰聲
潘翰聲（Pan Han-shen，1970年7月11日—）為臺灣巴宰族後裔政治人物。曾任台灣綠黨發言人、前共同召集人、樹黨策略長、樹黨主要發起人之一，致力於政治運動及環保議題，對於環保及改革政治有相當的熱誠，參加各種選舉，例如台北市議員、立法委員等，2014年與兄弟潘翰疆組成樹黨，2020年至2022年任台灣民眾黨立法委員蔡壁如國會辦公室助理。

## 參與環境運動

### 反濱南開發案、保護黑面琵鷺
2006年10月27日早上內政部區域計畫委員會於上午九點半召開審查「濱南工業區可行性規劃報告」開發計畫案專案小組第二次審查會議案，綠黨、台灣環境行動網協會和台灣濕地保護聯盟等多個團體，特地在會前召開記者會，表達堅決反對濱南案的立場。潘翰聲表示，中鋼於今年五月提出反對台塑集團將在雲林投資的大鋼鐵廠，並指出台灣沒有新設鋼廠的空間，但現在中鋼卻執意申請濱南工業區編定，為了卡位取得近1200萬公噸CO2排放配額，因為推估價值達75億餘元，中鋼爲了一己之私，竟喚醒濱南案之惡靈，謀害台灣國鳥（黑面琵鷺），為天地所不容！而且高二氧化碳排放量，對全球暖化衝擊甚大，並可能使台灣遭致國際經濟制裁。

### 反國光石化 、守護白海豚
2007年11月7日，台塑鋼廠建廠案在環保署進行環評審查，當綠黨秘書長潘翰聲發言提到當地海域有中華白海豚出沒時，在場有人回應：「從沒看過白海豚！」引發其他環保人士聲援潘翰聲並回嗆。同一天，一同參加會議的前環評委員文魯彬遭雲林縣議長蘇金煌毆打。

### 反對蘇花高、公開落髮抗議蘇花改環評草率、主張綠色運輸取代蘇花高速公路
潘翰聲與賴幸媛、趙永清、田秋堇等時任綠營立委，以及多位學者表示反對興建蘇花高。
蘇花改的環評初審在14天之內過關，雖行政院強調過程絕對嚴謹，但是環保團體依然表達強烈疑慮。2010年11月3日，潘翰聲與其它4名綠黨成員公開落髮，表達抗議。
潘翰聲於司法改革雜誌中的文章〈給下一輪好山好水保衛戰的備忘錄〉說明綠黨的主張是「以搖擺式高速鐵路縮短花蓮台北行車時間在兩小時內，搭配全縣的輕軌電車」做為蘇花高的替代方案（即現在的太魯閣號）。

### 陪同美國環保人士Diane Wilson（卯上台塑的女人一書的作者）頒發黑星球獎給台塑集團
2010年6月25日，台灣的環保團體成員潘翰聲、文魯彬陪同美國環保人士Diane Wilson持開會通知書前往台塑股東會，頒發黑星球獎給台塑集團，抗議台塑在全球各地製造大量汙染。當他們要進入會場時，遭到工作人員阻擋，爆發推擠衝突。環保團體成員並在現場的記者會高喊「台塑企業、台灣之恥」，並在推擠後，突破防線進入會場。環保團體指出台塑的汞汙泥、仁武場、六輕排放的汙染都有可能致癌，台塑並未善盡企業社會責任。

## 參選經歷

### 主要政治訴求
環境優先、幸福經濟、核四停工、推大巨蛋存廢公投、開徵能源稅。

### 2006年
參選台北市議員，第三選區（松山、信義）號次01，以1,971票（得票率0.93%）落選。
電視公辦政見發表主要內容為：
1. 上下班時間，公車免費
2. 愈進步的國家，環境政黨的席次愈多
3. 揭發遠雄大巨蛋弊案，參考遠雄臺北大巨蛋移樹爭議[[[Wikipedia:格式手册/链接#章節|錨點失效]]]

### 2008年
參選區域立法委員，台北市第七選區（松山、信義）號次04，以1,275票（得票率0.88%）落選。

### 2010年
參選台北市議員，第三選區（松山.信義）號次05，以5,011票（得票率2.15%）落選。
雖本次市議員選舉落選，但得票數較上次成長了四倍多。
2010年綠黨市議員選舉經費為民眾及大學生小額捐款與部分借款，選前簽定政治代言人契約，既不也沒買媒體版面，騎腳踏車選舉，支持者多為大學生、中產階級、知識份子、藝文人士、環保人士及社會菁英。

### 2012年

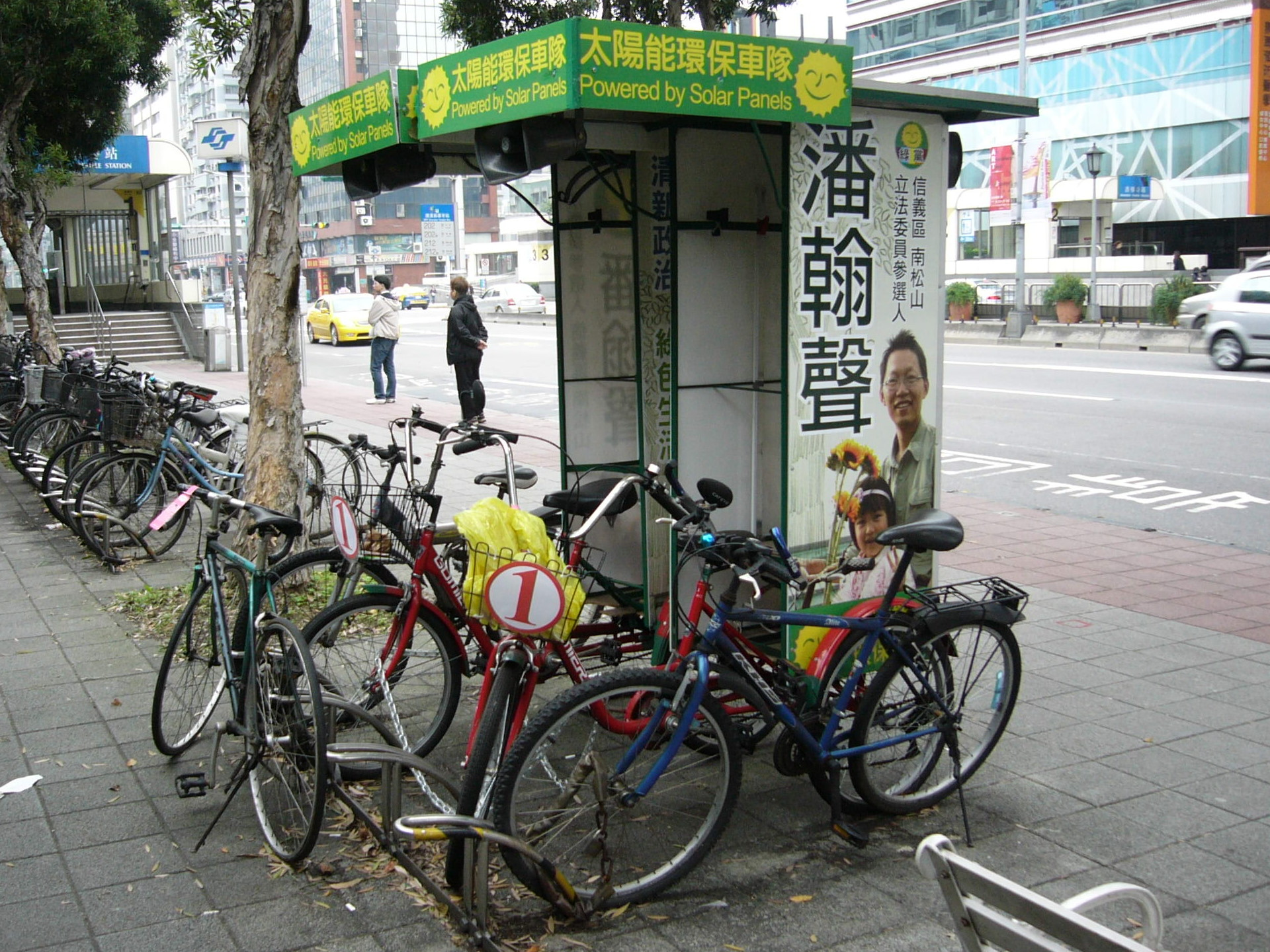
2012年中華民國立法委員選舉，潘翰聲的太陽能腳踏車隊。

潘翰聲参選2012年中華民國立法委員選舉，登記選舉區為台北市第七選舉區（松山、信義），號次01。而該選區在謝長廷的斡旋下，民進黨不提名人選；潘翰聲也因此出席民進黨總統候選人蔡英文的造勢晚會，並宣稱他個人支持「反核總統」。結果潘翰聲雖以43,449票（得票率23.9977%）落選，但創下了綠黨在立委選舉得票率最高的紀錄。然而，潘翰聲和民進黨的合作關係，也造成了綠黨內部的路線爭辯。潘翰聲於選後2012年宣佈淡出綠黨核心運作。2012年1月19日，綠黨發布《潘翰聲樂生捷運通車記者會事件之中評委調查報告》，宣布：「關於綠黨候選人潘翰聲原訂1月4日舉辦的『新莊捷運通車』記者會一案，經當事人潘翰聲說明後，綠黨中央評議會一致決議：依照本黨黨章第十九條給予潘翰聲警告，並解除潘翰聲擔任本黨政策部主任一職，即日起生效。」

### 2014年
2014年8月底，潘翰聲與兄弟潘翰疆組成樹黨。2014年9月5日，潘翰聲登記參選台北市議員，登記選舉區為第六選區（大安、文山），號次07。以8,623票（得票率2.80%）落選。

### 2016年
2015年2月底，潘翰聲宣佈角逐2016年區域立法委員選舉，繼續推動公費選舉、課徵能源稅等議題。原預定選區為台北市第八選區（南中正、文山），後改登記為樹黨不分區立委候選人。

### 2020年
2020年，台北市長柯文哲所創立的台灣民眾黨，在2020年中華民國立法委員選舉當選5席不分區立法委員，潘翰聲被延攬擔任立委蔡壁如的國會辦公室助理。樹黨則在4月28日因為未依《政黨法》補正，遭內政部公告解散。

## 外部連結
- 潘翰聲部落格
- 潘翰聲的Facebook專頁
- 潘翰聲的Instagram帳戶